# Roman Bilinski
Roman Bilinski (Lechlade-on-Thames, Reino Unido; 4 de marzo de 2004) es un piloto de automovilismo polaco-británico. Fue campeón del Campeonato de Fórmula Regional de Oceanía de 2024 y consiguió dos podios en la Fórmula Regional Europea. En 2025 compite en el Campeonato de Fórmula 3 de la FIA con Rodin Motorsport, siendo el primer piloto polaco en lograr un podio, lo hizo en su primera carrera en la ronda de Melbourne.

## Carrera

### Fórmula 4

#### 2022
En 2020, Bilinski hizo su debut en un monoplaza en el Campeonato de F4 Británica, junto con Alex Connor y Frederick Lubin en el TRS Arden Junior Team. Su primer podio llegó en Oulton Park.
El polaco terminó dos carreras más en tercera posición y terminó octavo en el campeonato al final del año.

#### 2021
Para la campaña de 2021, Bilinski cambió a Carlin para competir junto a Kai Askey, Tasanapol Inthraphuvasak y Dougie Bolger. Bilinski solo hizo una parte de la temporada en el Campeonato de F4 Británica, Bilinski logró su primer podio de la temporada en Oulton Park en la carrera 3.

### Fórmula 3
Bilinski pasó al Campeonato GB3 para reemplazar a Frederick Lubin, que se había enfermado, en Arden International. El polaco experimentó un fin de semana de debut muy fuerte, con tres resultados entre los cinco primeros con solo 1 día de pruebas.

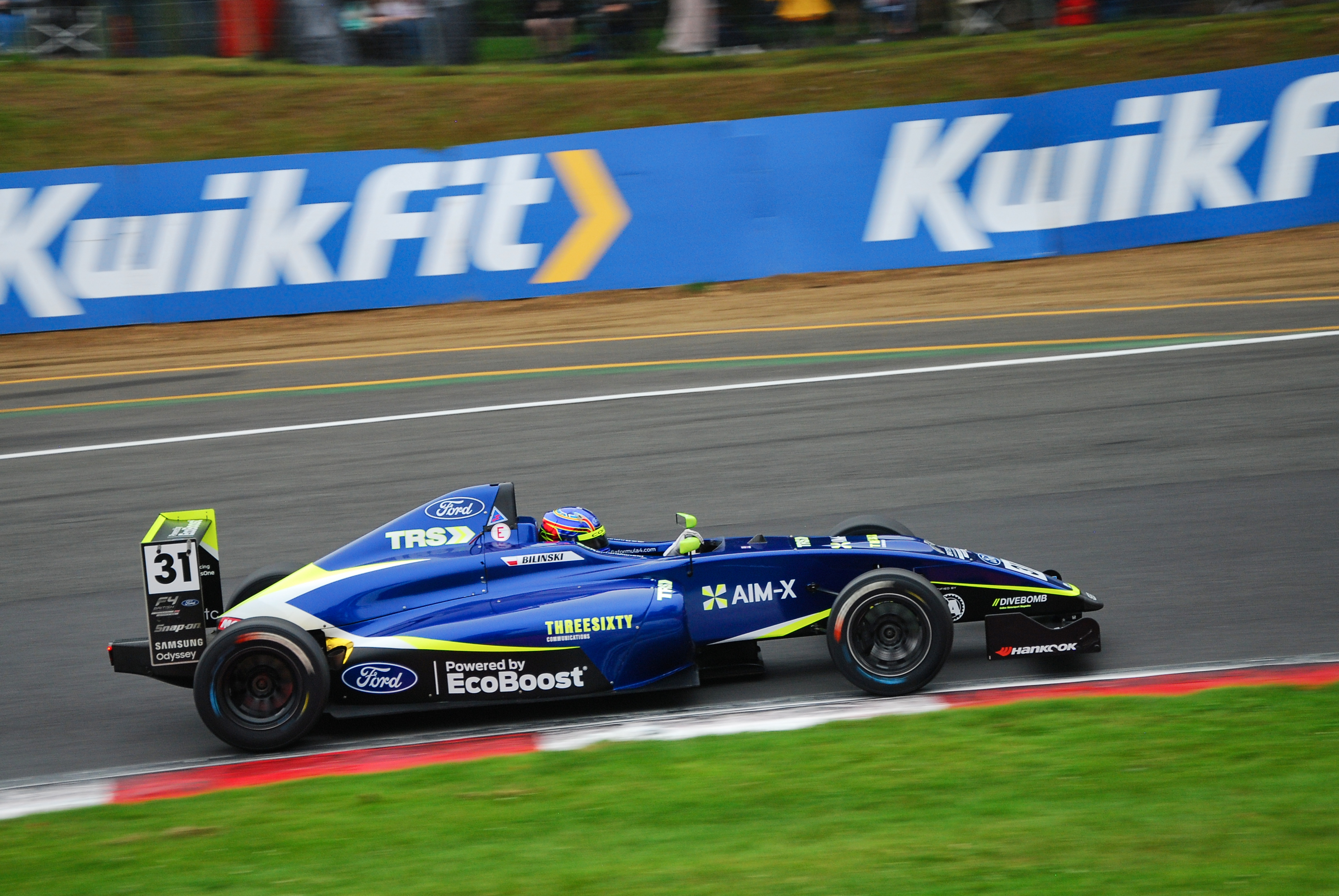
Bilinski en Brands Hatch, 2021.

Su próximo fin de semana sería aún más exitoso: después de terminar tercero en la primera carrera, Bilinski se convirtió en el primer piloto polaco en ganar una carrera en la Fórmula 3 británica. Snetterton fue el siguiente, y allí Bilinski mostró un ritmo vertiginoso, terminando tercero en la primera y segunda carrera, y luego ganó la carrera 3 el domingo, convirtiéndose en el único piloto en lograr un podio en todas las carreras en el mismo fin de semana ese año.
El polaco ganó otra carrera en Oulton Park y terminó su temporada en el séptimo lugar de la clasificación, superando a sus dos compañeros de equipo con solo una temporada parcial.

## Resumen de carrera
| Temporada | Categoría                                 | Equipo                        | Carreras     | Victorias    | Poles        | VR           | Podios       | Puntos       | Pos.         |
| --------- | ----------------------------------------- | ----------------------------- | ------------ | ------------ | ------------ | ------------ | ------------ | ------------ | ------------ |
| 2019      | Campeonato de Ginetta Junior              | In2Racing                     | 5            | 0            | 2            | 1            | 0            | 87           | 20.º         |
| 2019      | Campeonato de Ginetta Junior              | Alastair Rushforth Motorsport | 13           | 0            | 0            | 0            | 1            | 87           | 20.º         |
| 2020      | Campeonato de F4 Británica                | TRS Arden Junior Team         | 26           | 0            | 0            | 1            | 3            | 156          | 8.º          |
| 2021      | Campeonato de F4 Británica                | Carlin                        | 12           | 0            | 0            | 0            | 1            | 50           | 17.º         |
| 2021      | Campeonato GB3                            | Arden International           | 18           | 3            | 1            | 1            | 7            | 313          | 7.º          |
| 2022      | Campeonato de Fórmula Regional Europea    | Trident                       | 20           | 0            | 0            | 0            | 1            | 17           | 18.º         |
| 2023      | Campeonato de Fórmula Regional Europea    | Trident                       | 20           | 0            | 0            | 0            | 0            | 23           | 21.º         |
| 2024      | Campeonato de Fórmula Regional de Oceanía | M2 Competition                | 15           | 6            | 5            | 5            | 12           | 385          | 1.º          |
| 2024      | Campeonato de Fórmula Regional Europea    | Trident                       | 12           | 0            | 1            | 0            | 1            | 52           | 14.º         |
| 2025      | Campeonato de Fórmula 3 de la FIA         | Rodin Motorsport              | Disputándose | Disputándose | Disputándose | Disputándose | Disputándose | Disputándose | Disputándose |
| Fuente:   |                                           |                               |              |              |              |              |              |              |              |

## Resultados

### Campeonato GB3
(Clave) (negrita indica pole position) (cursiva indica vuelta rápida puntuable)

| Año  | Equipo              | 1   | 1   | 1   | 2   | 2   | 2   | 3   | 3   | 3   | 4   | 4   | 4   | 5   | 5   | 5   | 6   | 6   | 6   | 7   | 7   | 7   | 8   | 8   | 8   | Pos. | Puntos |
| ---- | ------------------- | --- | --- | --- | --- | --- | --- | --- | --- | --- | --- | --- | --- | --- | --- | --- | --- | --- | --- | --- | --- | --- | --- | --- | --- | ---- | ------ |
| 2021 | Arden International | BRH | BRH | BRH | SIL | SIL | SIL | DON | DON | DON | SPA | SPA | SPA | SNE | SNE | SNE | SIL | SIL | SIL | OUL | OUL | OUL | DON | DON | DON | 7.º  | 313    |
| 2021 | Arden International |     |     |     |     |     |     | 4   | 5   | 57  | 3   | 1   | 48  | 3   | 3   | 12  | 8   | Ret | Ret | 11  | 13  | 13  | 3   | 9   | 98  | 7.º  | 313    |

### Campeonato de Fórmula Regional Europea
(Clave) (negrita indica pole position) (cursiva indica vuelta rápida)

| Año   | Equipo  | 1   | 1   | 2   | 2   | 3   | 3   | 4   | 4   | 5   | 5   | 6   | 6   | 7   | 7   | 8   | 8   | 9   | 9   | 10  | 10  | Pos.  | Puntos |
| ----- | ------- | --- | --- | --- | --- | --- | --- | --- | --- | --- | --- | --- | --- | --- | --- | --- | --- | --- | --- | --- | --- | ----- | ------ |
| 2022  | Trident | MNZ | MNZ | IMO | IMO | MON | MON | LEC | LEC | ZAN | ZAN | BUD | BUD | SPA | SPA | SPI | SPI | BAR | BAR | MUG | MUG | 18.º  | 17     |
| 2022  | Trident | 13  | 18  | 14  | 14  | 18  | Ret | 16  | 9   | 11  | 11  | 3   | Ret | 11  | 19  | 17  | Ret | 21  | 14  | 21  | 25  | 18.º  | 17     |
| 2023* | Trident | IMO | IMO | BAR | BAR | BUD | BUD | SPA | SPA | MUG | MUG | LEC | LEC | SPI | SPI | MNZ | MNZ | ZAN | ZAN | HOC | HOC | 20.°* | 11*    |
| 2023* | Trident | Ret | Ret | 15  | 8   | 12  | 17  | 13  | 24  | 11  | 15  | 20  | 16  | 7   | 10  |     |     |     |     |     |     | 20.°* | 11*    |

- * Temporada en progreso.

### Campeonato de Fórmula 3 de la FIA
(Clave) (negrita indica pole position) (cursiva indica vuelta rápida puntuable)

| Año   | Escudería        | 1   | 1   | 2   | 2   | 3   | 3   | 4   | 4   | 5   | 5   | 6   | 6   | 7   | 7   | 8   | 8   | 9   | 9   | 10  | 10  | Pos. | Puntos | Ref.   |
| ----- | ---------------- | --- | --- | --- | --- | --- | --- | --- | --- | --- | --- | --- | --- | --- | --- | --- | --- | --- | --- | --- | --- | ---- | ------ | ------ |
| 2025* | Rodin Motorsport | MEL | MEL | SAK | SAK | IMO | IMO | MON | MON | BAR | BAR | SPI | SPI | SIL | SIL | SPA | SPA | BUD | BUD | MNZ | MNZ | 10.º | 49     | [ 10 ] |
| 2025* | Rodin Motorsport | 3   | 9   | 20  | 13  | 5   | 8   | 11  | 2   | Ret | Ret | 15  | 23  | 10  | 4   |     |     |     |     |     |     | 10.º | 49     | [ 10 ] |

- * Temporada en progreso.